# Cappella di Betlemme
La cappella di Betlemme (in ceco Betlémská kaple) è una chiesa evangelica nel quartiere dello Staré Město di Praga, particolarmente importante perché ne fu cappellano e predicatore Jan Hus, considerato un anticipatore della Riforma.

## Storia e descrizione
L'importante chiesa praghese fu eretta da due architetti cechi, Hanuš di Millheim e Václav Kříz, tra il 1391 e il 1394. La sala fu per lo più utilizzata per i sermoni in lingua ceca. Infatti questa cappella è legata soprattutto alla figura di Jan Hus, importante teologo e riformatore religioso boemo, che vi predicò tra il 1402 e il 1413. Nei duecento anni successivi alla condanna al rogo di Hus, la cappella fu considerata come il monumento al messaggio del riformatore ed i suoi seguaci, gli Hussiti, la riconvertirono in sala per le riunioni. Nel 1620, dopo la battaglia della Montagna Bianca, passò ai gesuiti che la modificarono per il culto cattolico. In seguito all'abolizione dell'ordine gesuita (1773), nel 1786 fu demolita ed al suo posto costruita una casa di tre piani. Ma, alla fine della seconda guerra mondiale, fu ricostruita dall'architetto Jaroslav Fragner sulla base di antiche illustrazioni.

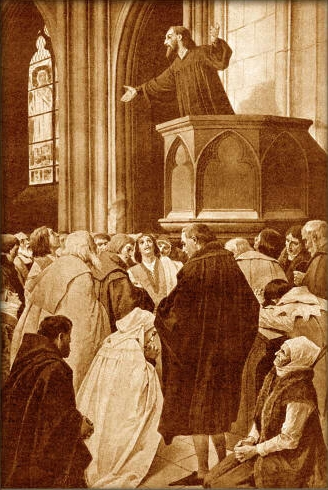
Jan Hus che predica all'interno della cappella, in una illustrazione di fine Ottocento

Oggi la cappella svolge la funzione di aula magna dell'Università Tecnica Ceca di Praga. Di tanto in tanto ospita anche la celebrazione del culto evangelico.

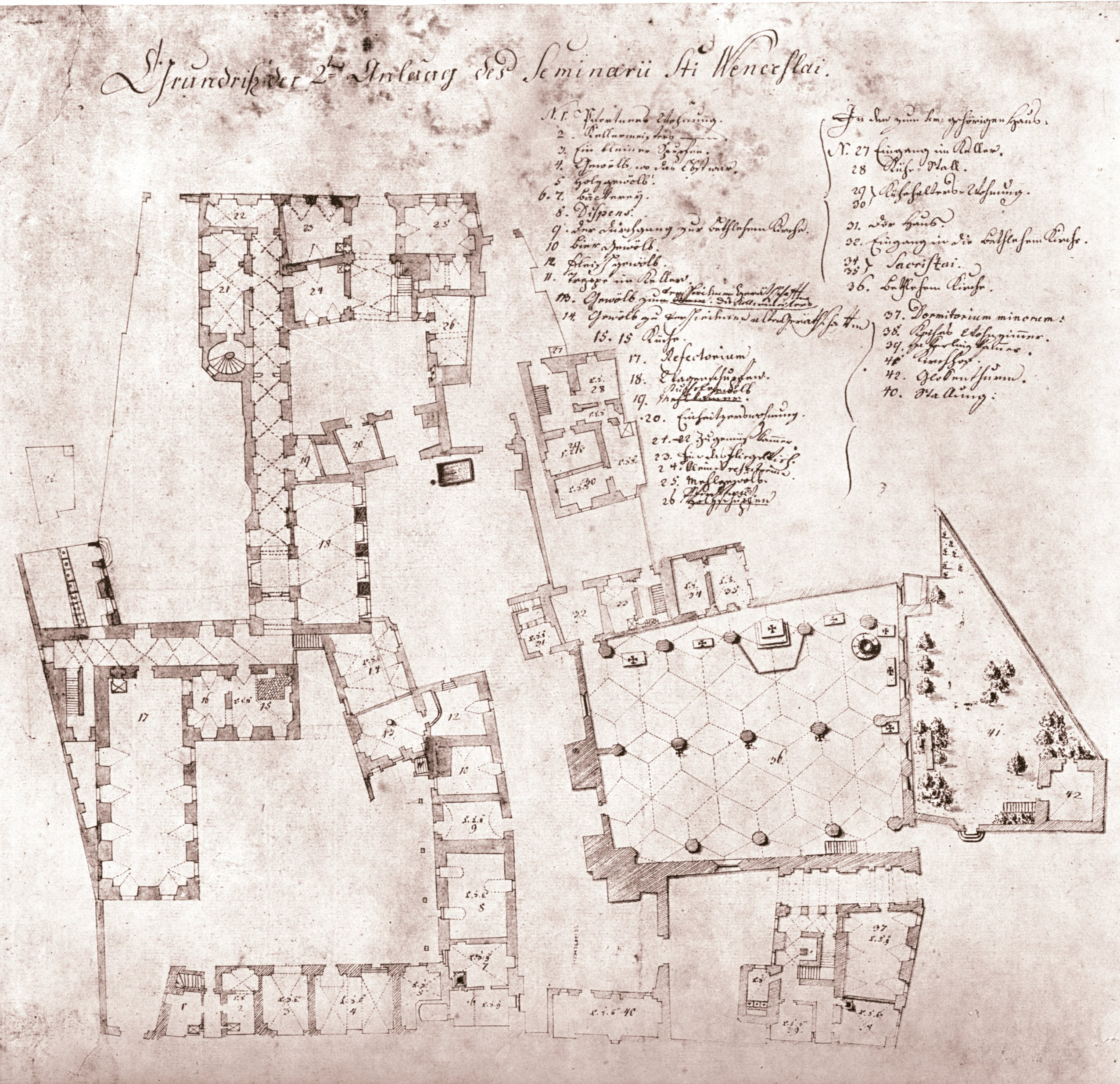
In questa piantina seicentesca, in basso a destra, si può notare la pianta dell'antica cappella
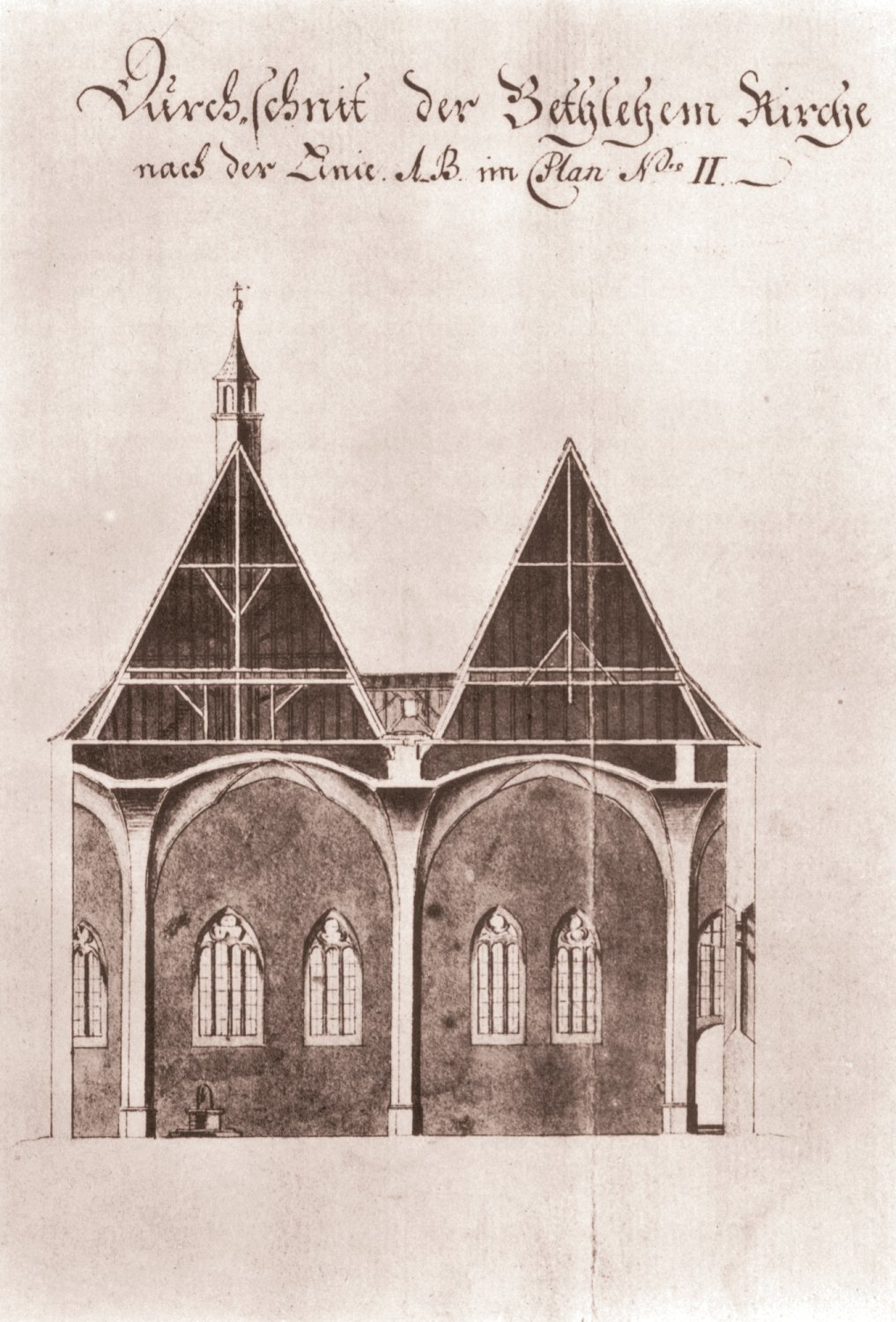
Sezione cinquecentesca della cappella
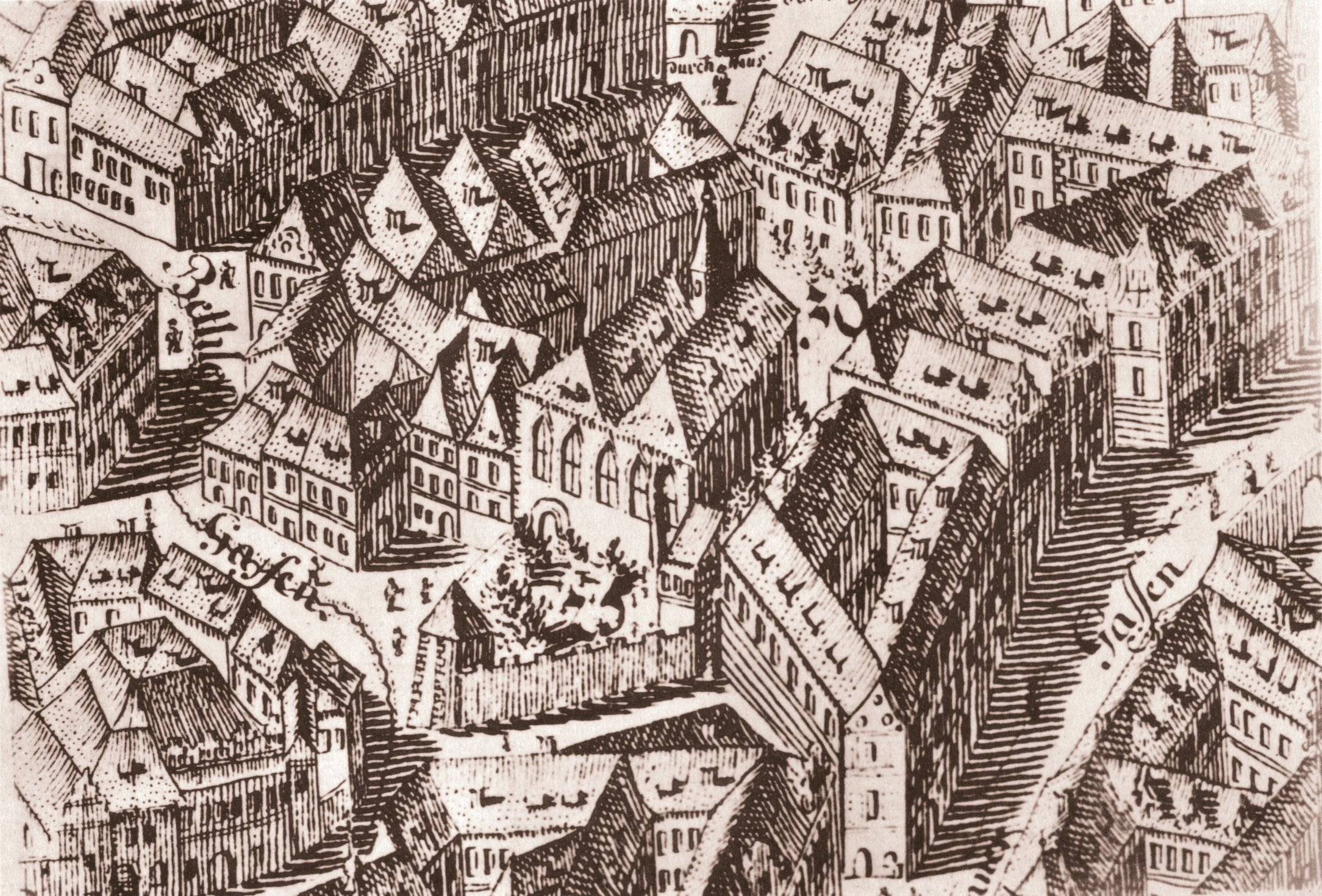
Al centro di questo particolare di una mappa cinquecentesca si trova l'illustrazione dell'antica cappella
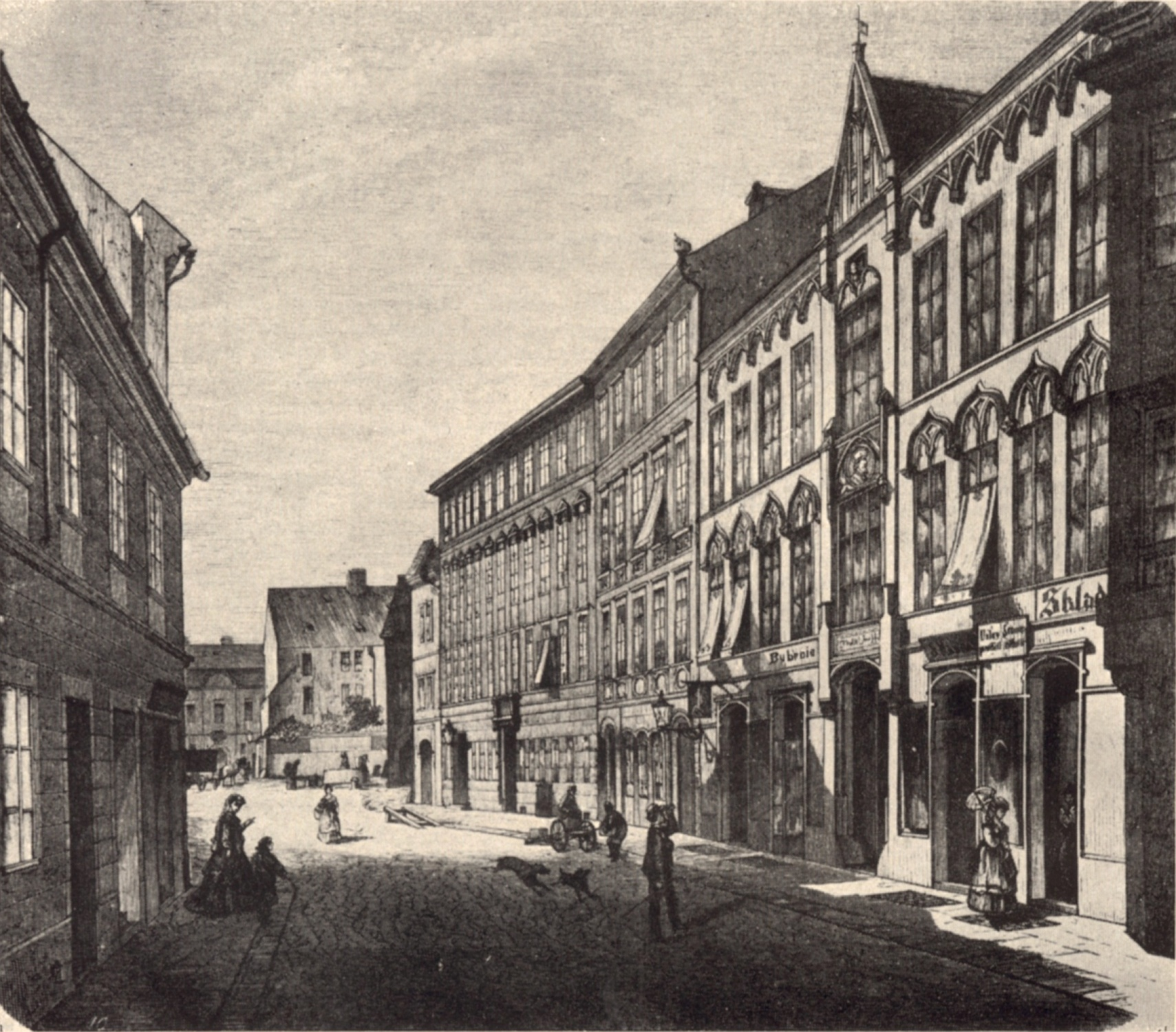
In questa illustrazione dell'Ottocento si possono vedere i palazzi che sono sorti sulle fondamenta della cappella
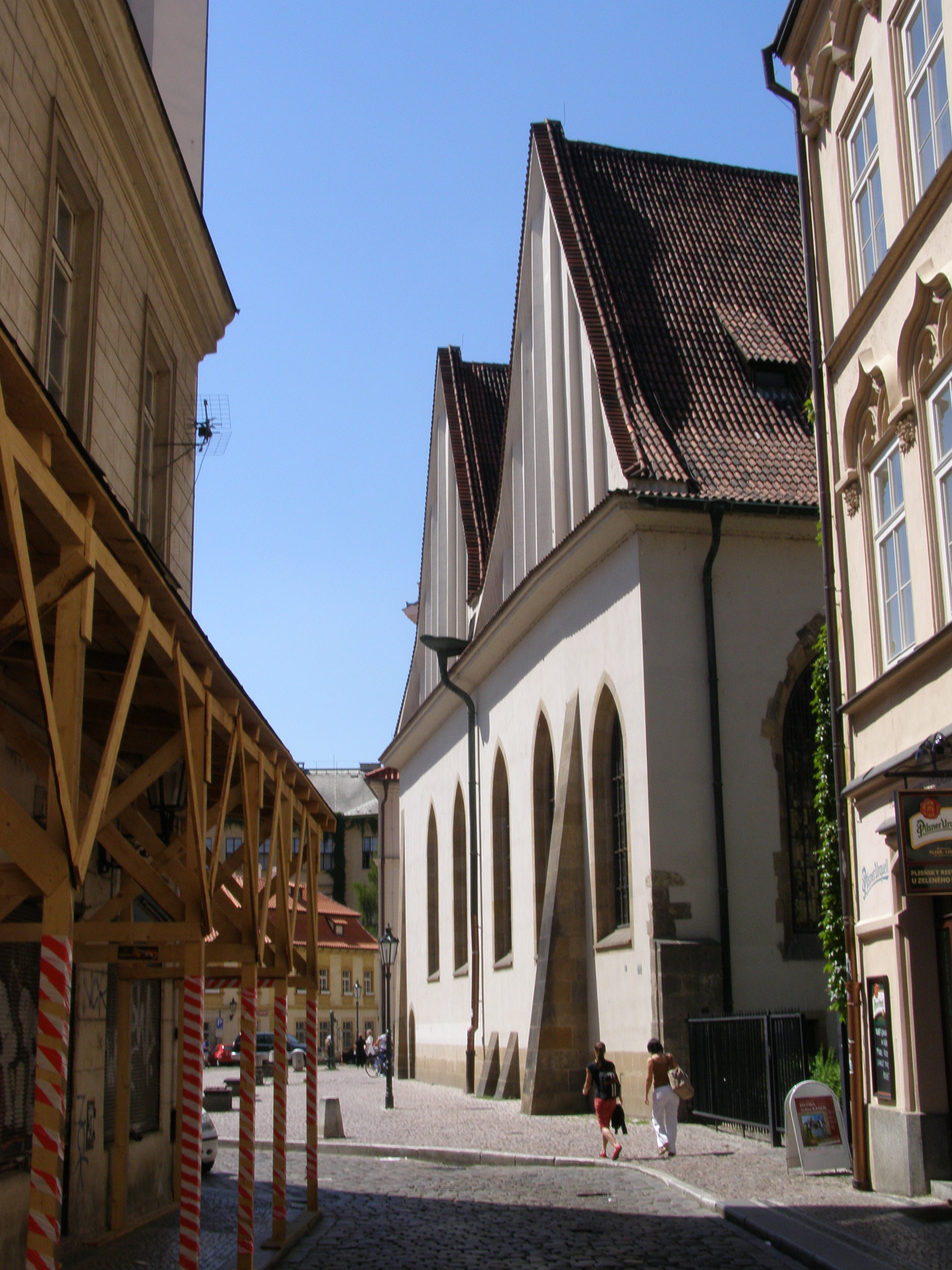
La cappella com'è oggi
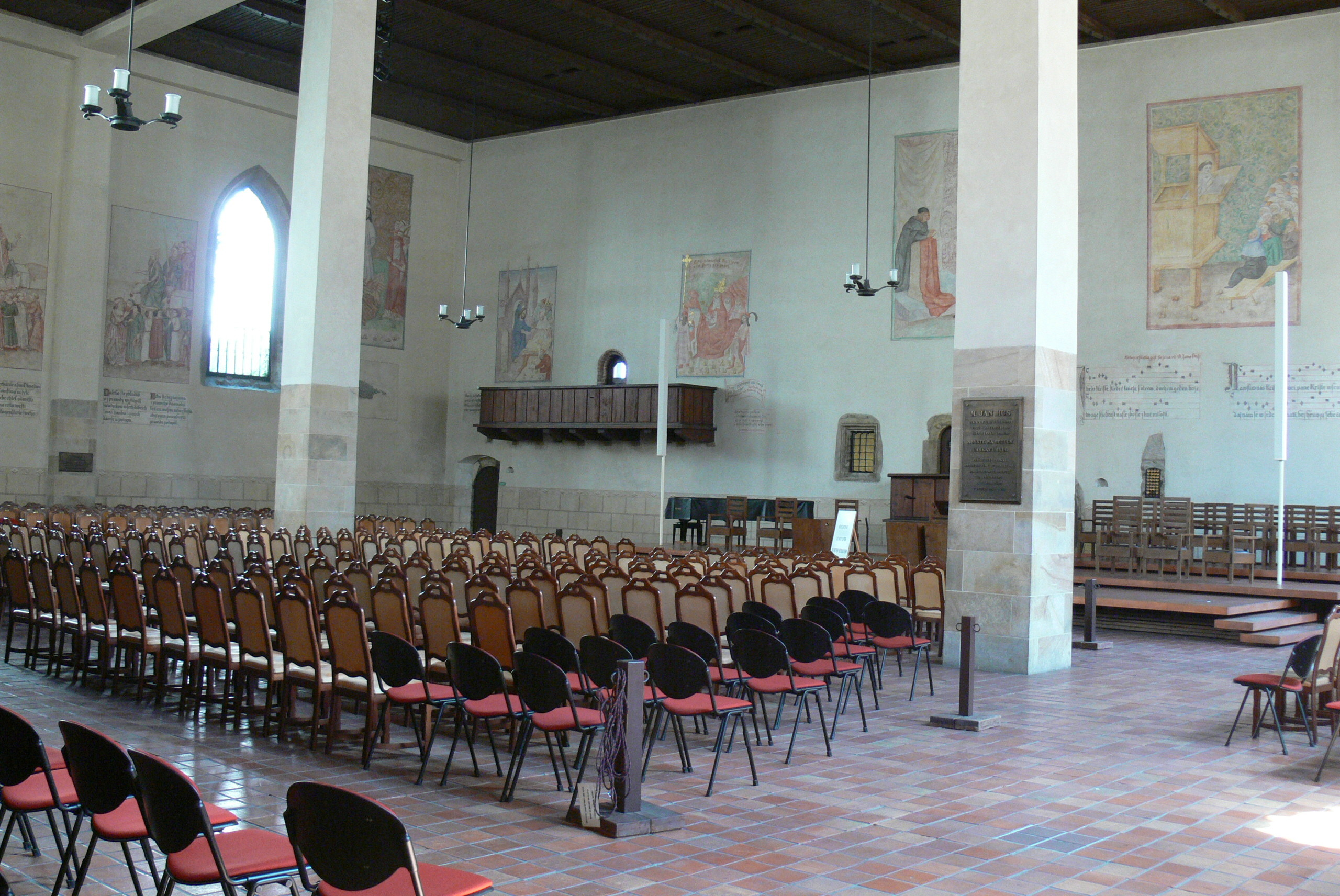
Interno